# یک کارآگاه
یک کارآگاه (ایتالیایی: Un Detective) که در کشورهای انگلیسی‌زبان با نام کارآگاه بِلی (انگلیسی: Detective Belli) پخش شد، یک فیلم جنایی-پلیسی ایتالیایی است که در سال ۱۹۶۹ منتشر شد.

## گزیدهٔ بازیگران
- فرانکو نرو
- فلوریندا بولکن
- آدولفو چلی
- دلیا بوکاردو
- سوزانا مارتینکووا
- رنتسو پالمر
- روبرتو بیزاکو
- مائورینسیو بونولیا
- لائورا آنتونلی
- جفری کاپلستن
- سیلویا دیونیزیو
- مارینو مازه